# Nina Horowitz
Nina Horowitz (* 14. Mai 1977 in Wien) ist eine österreichische Journalistin und Fernsehmoderatorin. 

## Leben
Nina Horowitz wurde als Tochter des Journalisten Michael Horowitz geboren. Sie studierte Publizistik, Politikwissenschaften und Geschichte an der Universität Wien, das Studium schloss sie als Magistra mit einer Arbeit über jüdischen Humor bei Wolfgang Duchkowitsch ab. Während des Studiums arbeitete sie im ORF als Rechercheurin für die Talkshow Vera mit Vera Russwurm. Danach war sie Volontärin bei der österreichischen Tageszeitung Der Standard sowie dem Schweizer Wochenmagazin Die Weltwoche. Ab 1999 war sie Redakteurin für die Boulevardzeitung täglich Alles und schrieb für diese eine tägliche Gesellschaftskolumne. 2000 erfolgte ein Wechsel zum Nachrichtenmagazin Profil. 2003 kehrte sie zum Fernsehen zurück und war zunächst Redakteurin der Talk-Sendung Bei Stöckl mit Barbara Stöckl. Nach einer Tätigkeit in der Programmentwicklung übernahm sie 2006 im ORF die Redaktionsleitung der Fernsehprogrammschiene Donnerstag Nacht. 2007 wurde sie Sendungsverantwortliche des Infotainment-Magazins wie bitte?. Außerdem leitete und präsentierte sie das wöchentliche Reportage-Format Panorama auf ORF 2.
Seit 2009 ist sie für die Reportagereihe Am Schauplatz tätig. Für ihre Reportage Voller Dreck wurde sie 2017 mit dem Dr.-Karl-Renner-Publizistikpreis in der Kategorie Fernsehen und dem Journalistenpreis WINFRA ausgezeichnet. 2020 trat sie die Nachfolge der im März 2019 verstorbenen Elizabeth T. Spira mit der Präsentation der Sendung Liebesg’schichten und Heiratssachen an.
Horowitz ist mit der Programmdirektorin des ORF und ehemaligen Senderchefin von Puls 4 Stefanie Groiss-Horowitz verpartnert und Mutter zweier Kinder.

## Auszeichnungen und Nominierungen
- 2017: Dr.-Karl-Renner-Publizistikpreis in der Kategorie Fernsehen[5]
- 2017: Journalistenpreis WINFRA[6]
- 2023: Romyverleihung 2023 – Nominierung in der Kategorie Show, Unterhaltung für Liebesg’schichten und Heiratssachen[9]